# 보전의존종
보전의존종(保全依存種, Conservation-dependent species)은 국제자연보전연맹(IUCN)에 의해 멸종 위기에 처해지는 것을 방지하기 위한 보전 노력에 의존하는 "보존의존종"("LR/cd")으로 분류된 종이다. 인간의 보전 시도에 의존하는 종은 보전에 의존하는 것으로 간주된다. 이러한 종은 지속적인 종별 및 서식지별 보전 프로그램의 초점이 되어야 하며, 프로그램이 중단되면 해당 종은 5년 이내에 위협받는 범주 중 하나에 해당하게 된다. 상태 결정은 지속적으로 모니터링되며 변경될 수 있다.
이 범주는 IUCN 1994 범주 및 기준(버전 2.3)의 일부로 더 이상 분류군 평가에 사용되지 않지만 버전 3.1이 처음 사용된 2001년 이전에 평가된 분류군에 대한 IUCN 적색 목록에는 그대로 유지된다. 2001(버전 3.1) 시스템을 사용하면 이러한 분류군은 준멸종 위기종으로 분류되지만 재평가되지 않은 분류군은 "보존 종속" 범주로 남아 있다.
보존에 의존하는 종은 1973년 멸종위기종법(Endangered Species Act of 1973)의 적용에 추가로 유지 관리가 필요하다. 이 법은 우려와 보존 행위로 인해 종을 멸종으로부터 보호한다고 한다.